# Campo de gelo de Juneau

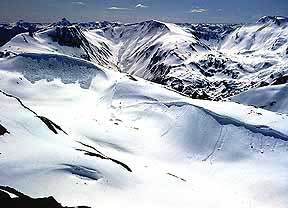
Vista do Campo de gelo de Juneau

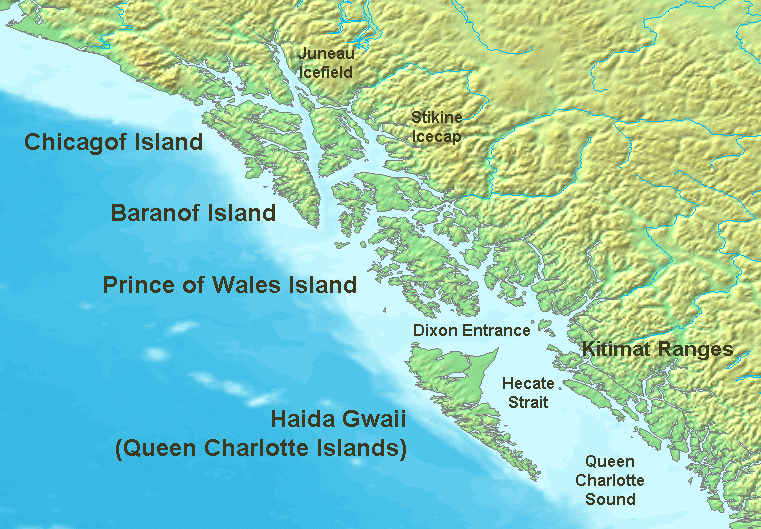
Mapa do local e maiores destaques da área do Alasca Panhandle incluindo o Campo de gelo de Juneau na porção norte

O campo de gelo de Juneau, é um campo de gelo situado ligeiramente a norte de Juneau, no Alasca e que se estende para norte atravessando a fronteira com a Colúmbia Britânica. É o quinto maior campo de gelo do hemisfério ocidental, com uma superfície total de 3 900 km2 e dimensões aproximdadas de 140 km na direcção norte-sul e 75 km segundo este-oeste; a espessura do gelo varia desde os 240 aos 1 400 metros. Este campo de gelo é a origem de numerosos (cerca de 140) glaciares incluindo o glaciar Mendenhall e o glaciar Taku.

## Recuo
Tal como muitos dos seus glaciares, o campo de gelo de Juneau atingiu a sua máxima extensão cerca de 1700 e desde então a sua área tem vindo reduzir-se. De facto, dentre os maiores glaciares deste campo de gelo, apenas o glaciar Taku se encontra em avanço.
Desde 1948 que o Juneau Icefield research Program acompanha o estado dos glaciares do campo de gelo de Juneau. No lado oeste do campo de gelo, entre 1946 e 2005, o ponto terminal do glaciar Mendenhall recuou 580 metros. Abaixo listam-se os recuos registados para outros glaciares:
- glaciar Herbert - 540 metros
- glaciar Eagle - 700 metros
- glaciar Gilkey - 3 500 metros
- glaciar Llewellyn - 2 800 metros

Já no lado sul do campo de gelo, o glaciar Norris recuou 1 740 metros, o glaciar East Twin, 1 100 e o West Twin 570 metros. Apenas o glaciar Taku avançou.